# 小行星8945
小行星8945（8945 Cavaradossi）是一颗绕太阳运转的小行星，为主小行星带小行星。该小行星于1997年2月1日发现。
小行星8945以義大利作曲家賈科莫·普契尼的歌劇《托斯卡》的登場角色卡瓦拉多希命名。

## 轨道参数
小行星8945的轨道半长轴为3.0890720 UA，离心率为0.100。